# Punto morto (romanzo)
Punto morto (Dead Calm) è un romanzo del 1963 di Charles F. Williams. 

## Trama
I neosposi John e Rae Indram per la loro luna di miele partono per una crociera nell'Oceano Indiano a bordo del loro yacht. Durante il viaggio, salvano da un gommone un giovane; quest'ultimo si chiama Hughie Warriner e afferma di essere scappato da un'altra nave dopo che i tre membri dell'equipaggio sono morti per intossicazione alimentare. John è un ex ufficiale di marina e si insospettisce per alcune incongruenze nella storia di Hughie, quindi, mentre dorme, va a ispezionare la nave in procinto di affondare. Scopre a bordo due passeggeri, Russ Bellows e la signora Warriner, ancora vivi che chiedono aiuto. Mentre John è a bordo, Hughie si sveglia e, scoprendo quanto sta succedendo, va nel panico e scappa con lo yacht prendendo Rae in ostaggio.
A bordo della nave che affonda, John scopre che Hughie, la signora Warriner, Russ e sua moglie erano in vacanza, ma Hughie ha avuto un attacco isterico dovuto all'agorafobia mentre faceva un bagno con la signora Bellows, uccidendola accidentalmente nel tentativo di arrampicarsi sulle sue spalle. Resosi conto dell'omicidio commesso, il giovane ha avuto un crollo psicotico. La signora Warriner spiega a John che Hughie, pur essendo un artista di talento, ha una mente infantile a causa del rapporto difficile con i genitori. Frattanto, sullo yacht degli Indram, anche Rae intuisce la stessa cosa e assume il ruolo di una figura materna premurosa per tranquillizzare il suo rapitore, meditando di ucciderlo con un fucile; non riesce però a farlo e, in un impeto di rabbia, distrugge l'arma. Procede quindi a drogare Hughie, legarlo e tornare indietro per salvare John.
John e Russ riescono a riparare sufficientemente la barca che affonda per andare incontro a Rae e il gruppo di riunisce. Hughie ha un altro attacco psicotico, proietta in Russ l'immagine di suo padre abusivo e lo attacca, facendo cadere entrambi in mare e annegare nonostante i tentativi di John di salvarli.
John cerca di spiegare le azioni violente di Hughie e lui, Rae e la signora Warriner fanno ritorno a casa.

## Adattamenti
- Orson Welles ha lavorato a un adattamento cinematografico tratto dal romanzo dal 1966 al 1969, un film incompiuto intitolato The Deep. Welles ha prodotto e sceneggiato il film, oltre che interpretare il ruolo di Russ Brewer al fianco di Jeanne Moreau e Laurence Harvey. La pellicola è rimasta incompleta: diverse scene importanti non sono mai state girate e parti della colonna sonora non sono state registrate. Il negativo originale è andato perso e il film esiste in due stampe, una in bianco e nero e l'altra a colori (come il film avrebbe dovuto essere proiettato)[1].
- Il film australiano Ore 10: Calma Piatta del 1989 è tratto dal romanzo.